# Chydaeopsis ruficollis
Chydaeopsis ruficollis är en skalbaggsart som beskrevs av Aurivillius 1922. Chydaeopsis ruficollis ingår i släktet Chydaeopsis och familjen långhorningar. Inga underarter finns listade i Catalogue of Life.